# Linçoir
 (mars 2023).
Si vous disposez d'ouvrages ou d'articles de référence ou si vous connaissez des sites web de qualité traitant du thème abordé ici, merci de compléter l'article en donnant les références utiles à sa vérifiabilité et en les liant à la section « Notes et références ».

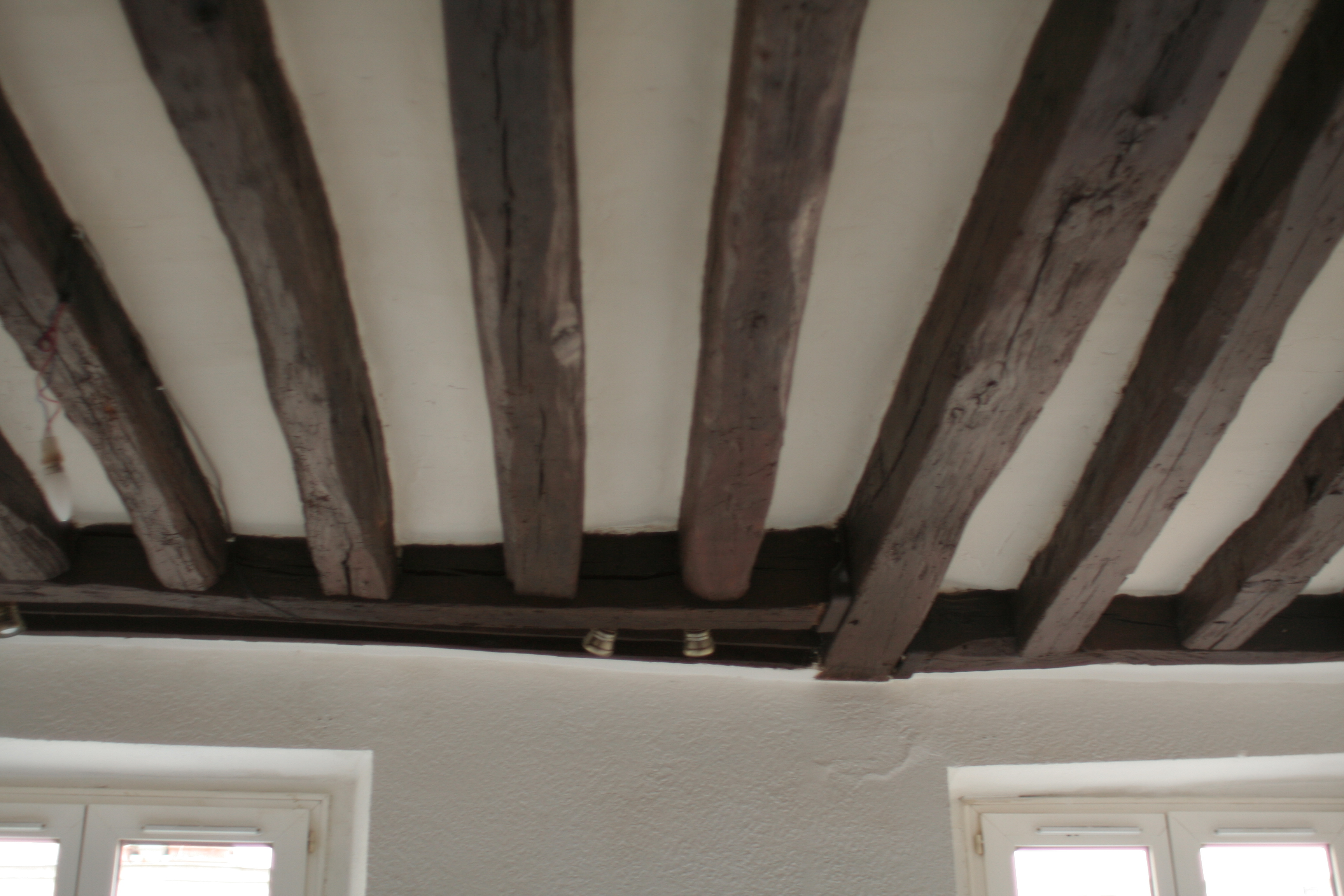
Plancher d'assemblage : solives (perpendiculaires au mur) portées par deux linçoirs (parallèles au mur), eux-mêmes portés par la solive d'enchevêtrure (poutre la plus large, 3e en partant de la droite).

Un linçoir (ou linsoir) est une pièce fixée parallèlement à un mur, qui sert à supporter les solives d'un plancher, près des ouvertures.
C'est une pièce qui joint un chevêtre au mur. Le linçoir est souvent placé devant un conduit de cheminée ou devant certaines parties de murs impropres à supporter les solives d’un plancher (présence d’une baie ou d’une ouverture quelconque).